# Ann Haydon-Jones
Ann Haydon-Jones (Birmingham, 7 ottobre 1938) è un'ex tennista e tennistavolista britannica, vincitrice di 3 prove del Grande Slam.

## Carriera
Avendo vinto Wimbledon all'età di 30 anni e otto mesi, è stata considerata per molti anni la più anziana giocatrice ad aver vinto per la prima volta una prova del Grande Slam. Va detto però che la Jones aveva già vinto due tornei dello Slam (Internazionali di Francia 1961 e 1966), ma prima dell'era open. Dopo 41 anni l'italiana Francesca Schiavone avvicina il suo record, vincendo l'Open di Francia 2010 a 30 anni meno qualche giorno, ma sarà un'altra italiana, Flavia Pennetta, a battere quel primato vincendo il suo primo titolo del Grande Slam agli US Open 2015, all'età di 33 anni e sei mesi.

## Palmarès
- 2 Open di Francia (1961, 1966)
- 1 Wimbledon (1969)